# Sơn Bình, Châu Đức
Sơn Bình là một xã thuộc huyện Châu Đức, tỉnh Bà Rịa – Vũng Tàu, Việt Nam.

## Địa lý
Xã Sơn Bình nằm ở phía đông huyện Châu Đức, có vị trí địa lý:
- Phía đông giáp huyện Xuyên Mộc
- Phía tây giáp các xã Xuân Sơn và Quảng Thành
- Phía nam giáp xã Suối Rao
- Phía bắc giáp tỉnh Đồng Nai.

Xã có diện tích 22,89 km², dân số năm 1999 là 8.033 người, mật độ dân số đạt 351 người/km².

## Lịch sử
Xã Sơn Bình được thành lập vào ngày 23 tháng 7 năm 1999 trên cơ sở 2.289 ha diện tích tự nhiên và 9.313 người của xã Xuân Sơn.